# Singapore Ice Hockey Association
Die Singapore Ice Hockey Association (Singapurischer Eishockeyverband) ist der nationale Eishockeyverband Singapurs. 

## Geschichte
Der Verband wurde am 2. Mai 1996 in die Internationale Eishockey-Föderation aufgenommen. Der Verband gehört zu den assoziierten Mitgliedern der IIHF und hat daher in deren Vollversammlung kein Stimmrecht. Aktueller Präsident ist Kodi James Kodrowski. 
Der Verband kümmert sich überwiegend um die Durchführung der Spiele der singapurischen Eishockeynationalmannschaft. Zudem organisiert der Verband den Spielbetrieb auf Vereinsebene, unter anderem in der singapurischen Eishockeyliga.